# Catarhoe circulata
Catarhoe circulata är en fjärilsart som beskrevs av Hans Rebel 1910. Catarhoe circulata ingår i släktet Catarhoe och familjen mätare. Inga underarter finns listade i Catalogue of Life.